# Автомобільна промисловість в Угорщині

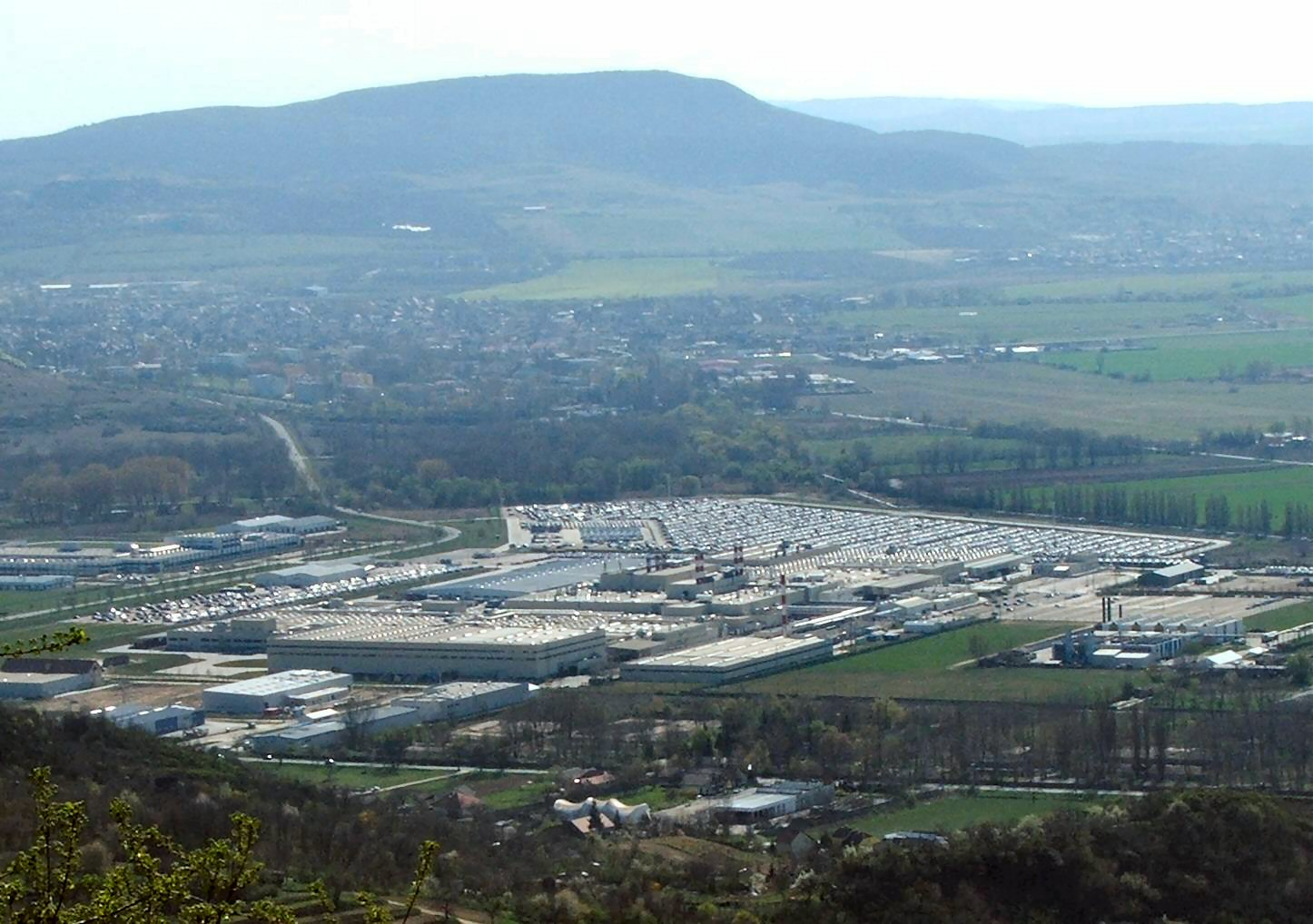
Завод Magyar Suzuki

Автомобільна промисловість Угорщини — галузь економіки Угорщини.
Угорщина є популярним місцем для іноземних інвесторів автомобільної промисловості, унаслідок чого в Центральній Європі присутні бренди Opel (Сентготхард), Suzuki (Естергом), Mercedes-Benz (Кечкемет), Audi (Дьєр) і завод автозапчастин Ford-Visteon (Секешфехервар).
17% загального угорського експорту припадає на експорт Audi, Opel та Suzuki. У секторі працюють приблизно 90,000 осіб у понад 350 компаніях, що займаються виробництвом автомобілів та комплектуючих. Річний випуск досягає понад 500,000 автомобілів.

## Історія

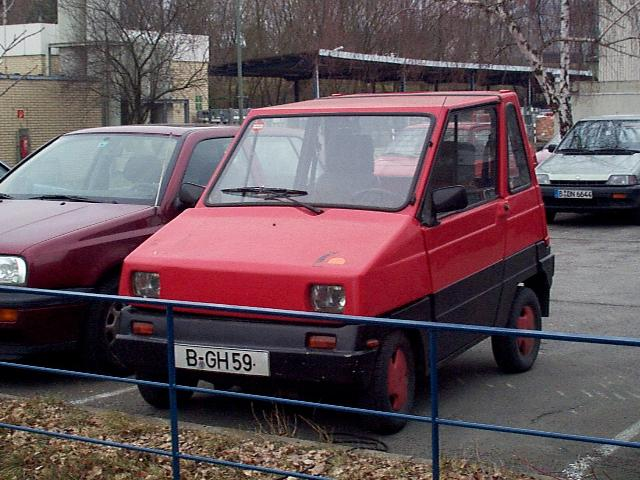
Hódgép Puli (1986–1998)

Незначне оригінальне виробництво автомобілів в угорській частині Австро-Угорщини на початку 20-го століття було втрачено.
Після Другої світової війни соціалістична Угорщина (1949–1989 роки) широко імпортувала автомобілі і вантажівки з Радянського Союзу та інших країн. У той же час Угорщина виробляла невелику кількість важких вантажівок (Rába) і серед країн Радянського блоку спеціалізувалась на виробництві автобусів (Ikarus). Це зробило Ikarus одним з найбільших виробників автобусів і експортерів (зокрема і за межами Радянського блоку та Європи). Компанія Ganz Works, яка також є давньою компанією в Угорщині, займалась виробництвом автомобілів (Csonka), двигунів, вагонів та спеціалізується на електричному залізничному обладнанні.
Постсоціалістична Угорщина (після 1989 року) значно скоротила виробництво автобусів, але створила великі складальні потужності для зарубіжних брендів (таких як Mercedes-Benz, Suzuki, Audi і Opel) з річним обсягом виробництва понад 400 тисяч автомобілів.

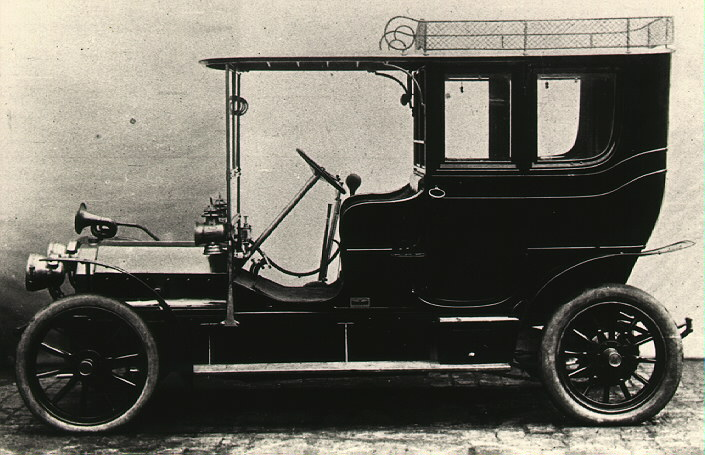
Magomobil Phönix (1906)
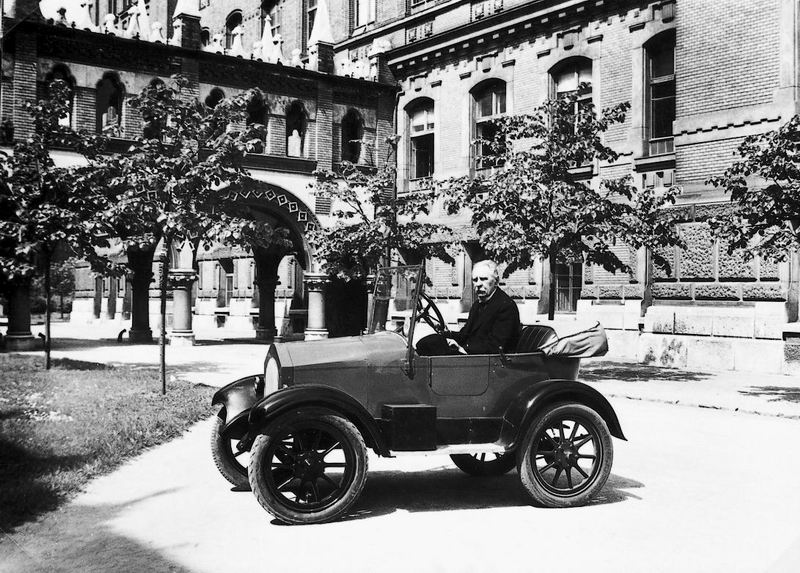
Röck-Csonka (1909)
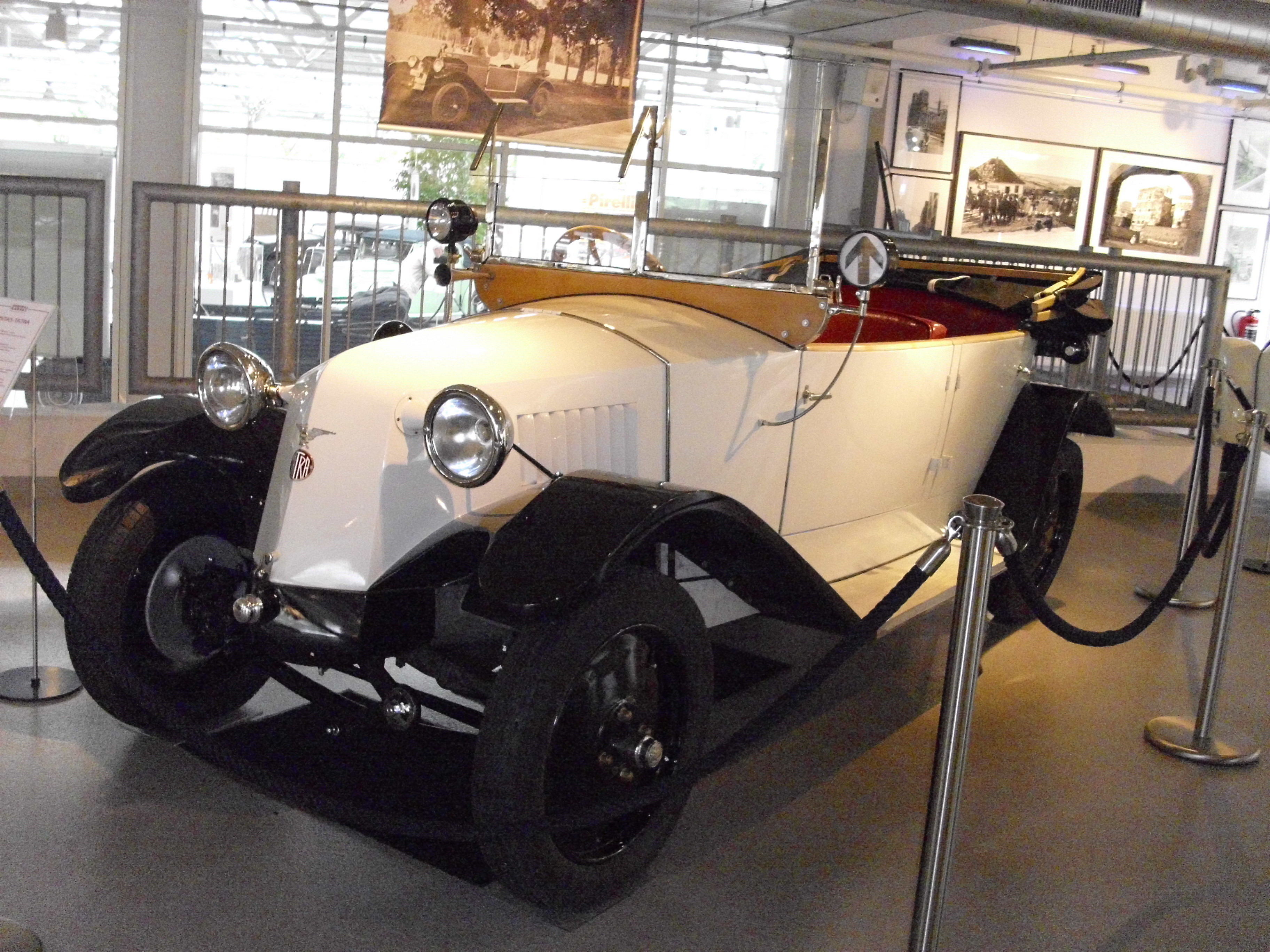
Unitas-Tatra (1930)
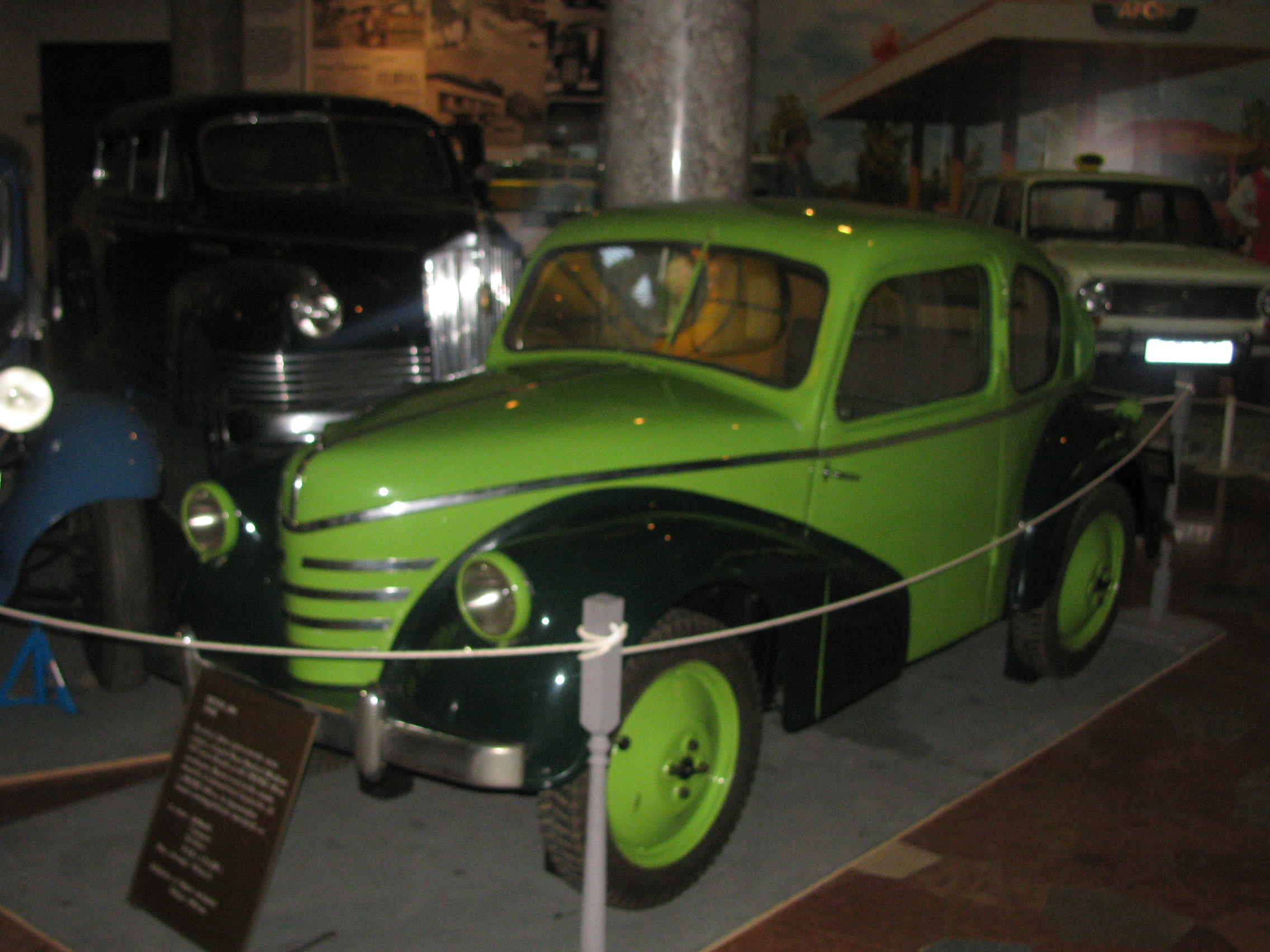
Pente 600 (1946–1948)
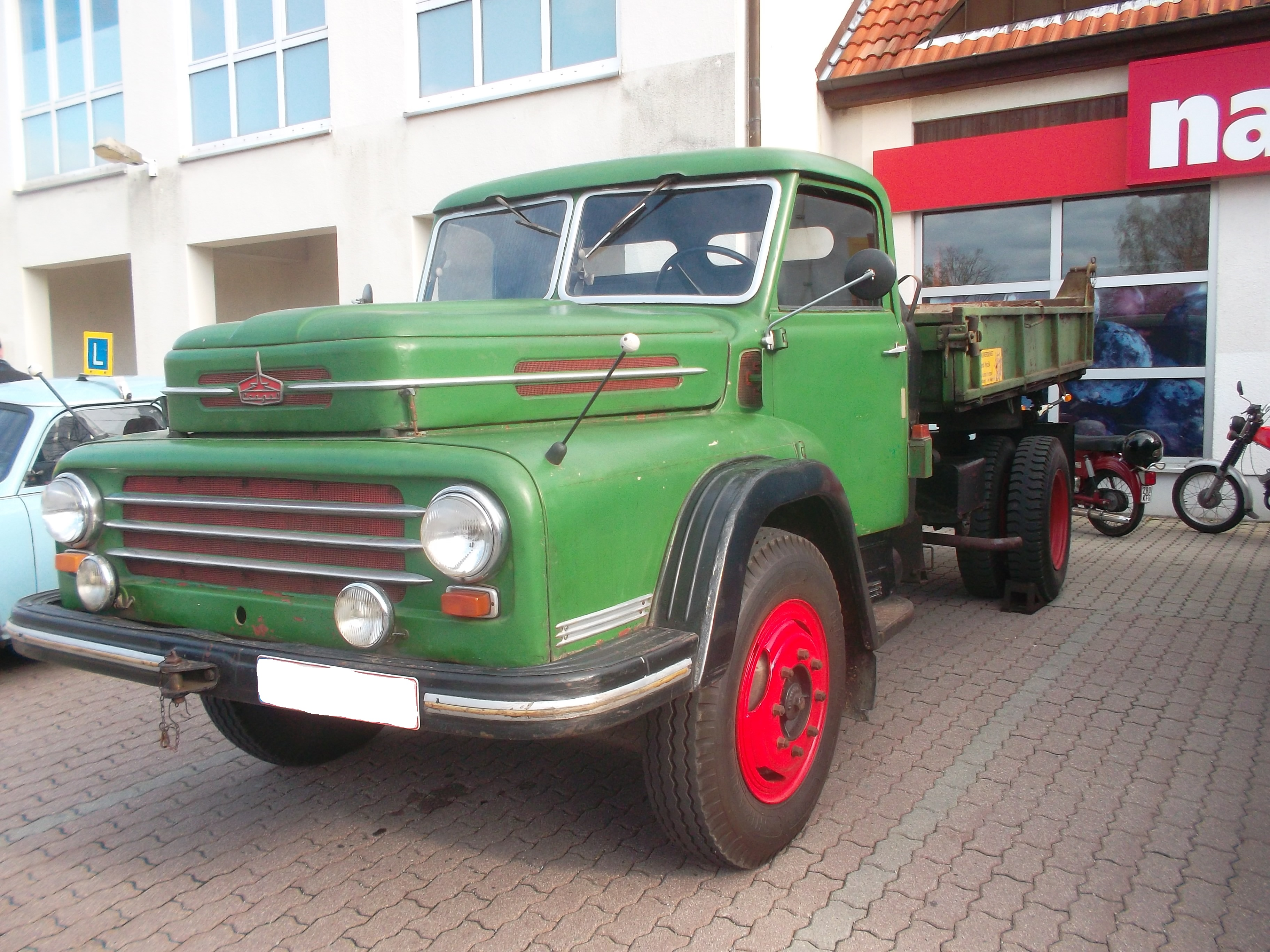
Csepel D450 (1957–1972)
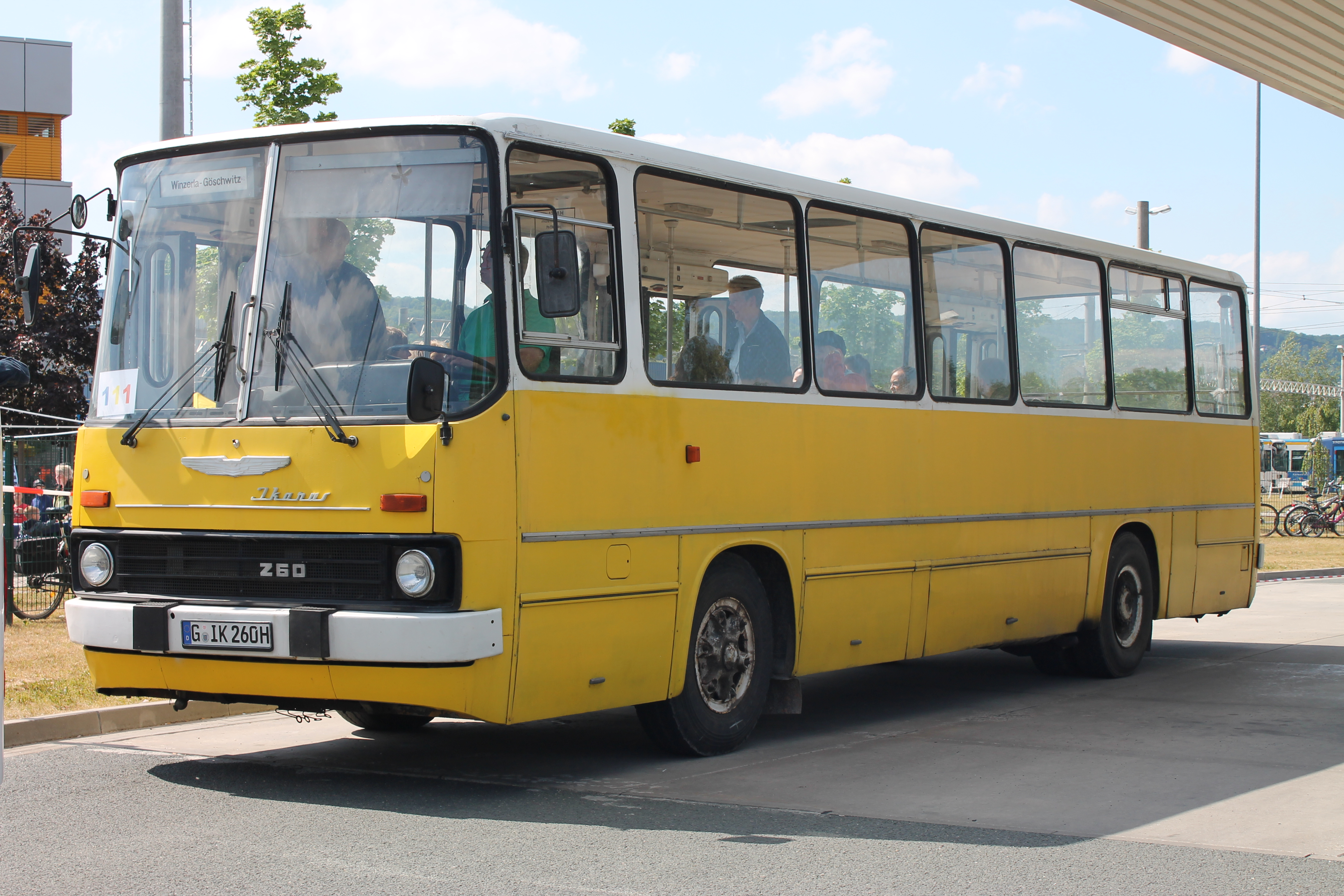
Ikarus 260 (1972–2002)

## Сучасність

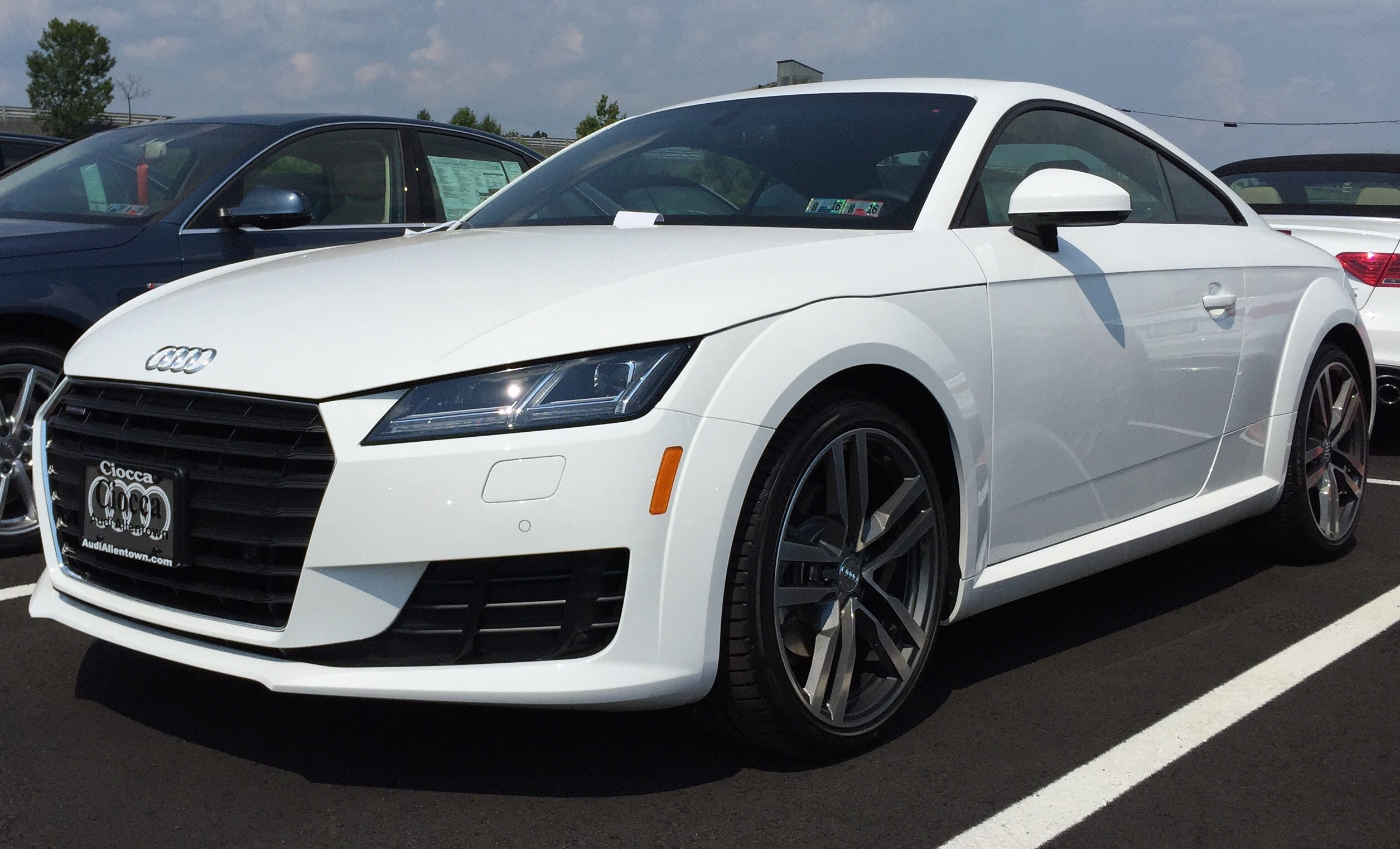
Audi TT (2014–2023).
Виробництво двигунів та фінальне складання відбувалось в Угорщині

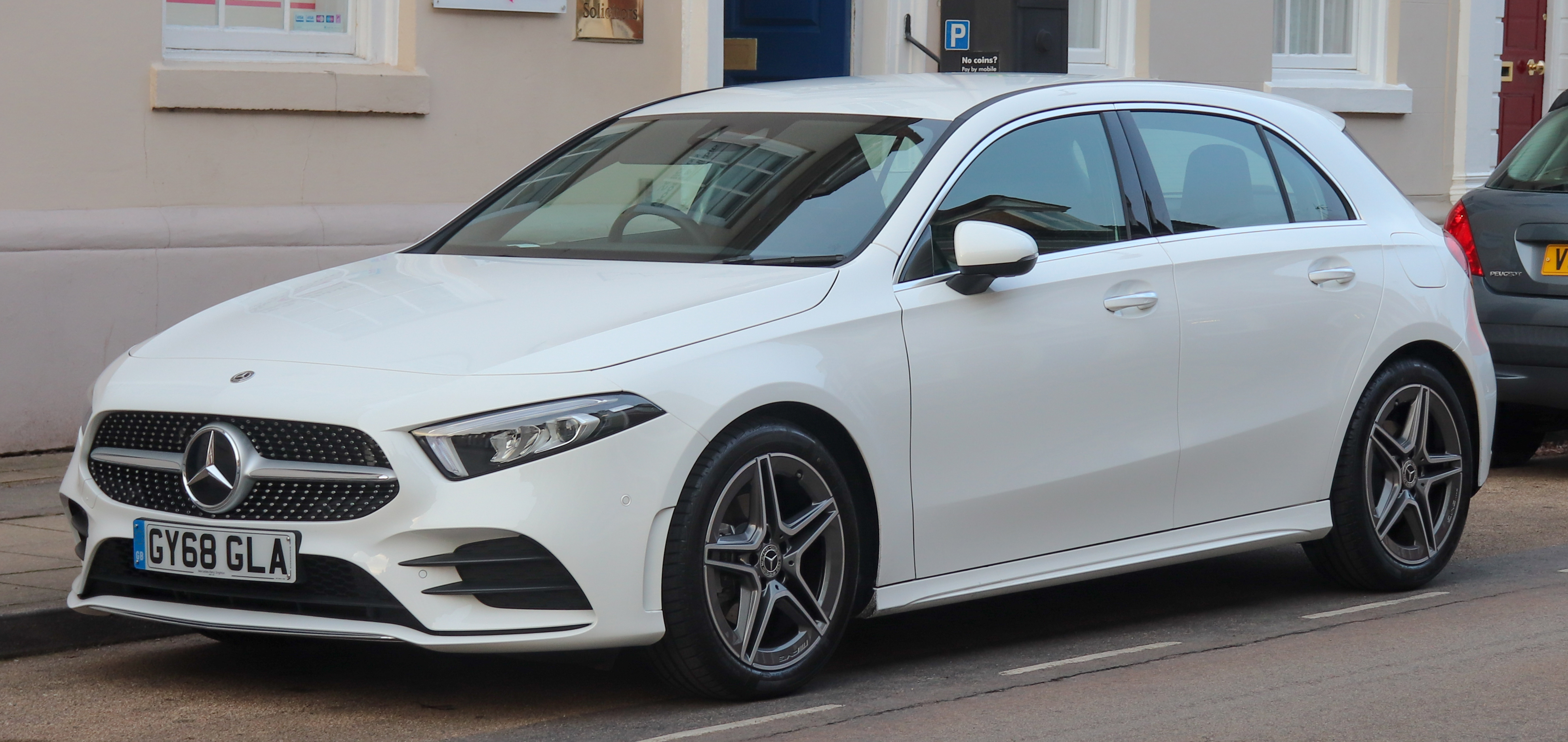
Mercedes-Benz A-Class (W177) (2018–дотепер)

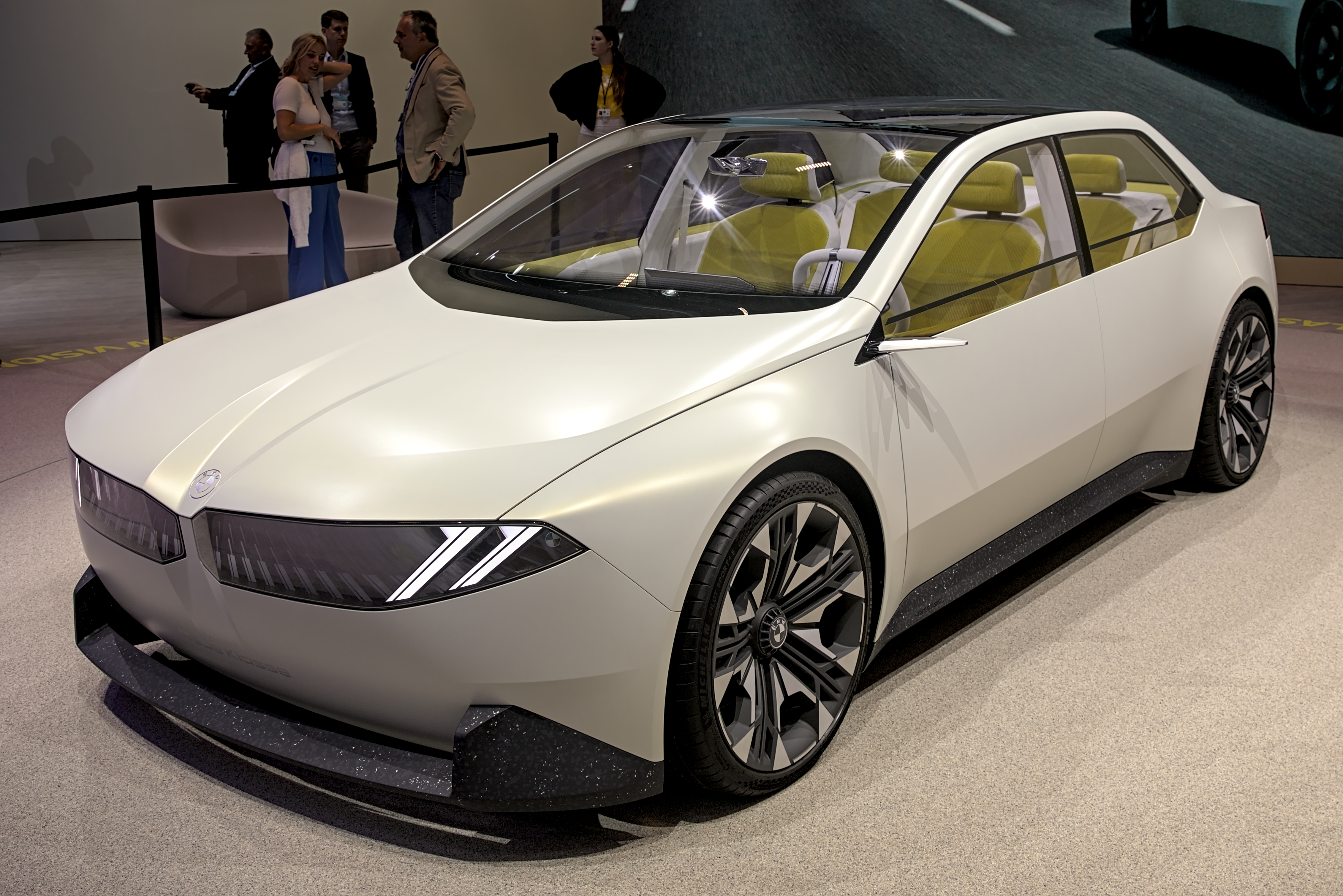
BMW Neue Klasse (2025–дотепер)

Magyar Suzuki Zrt. є компанією з виробництва автомобілів, заснованою в 1991 році. На заводі Magyar Suzuki в Естергомі станом на 2007 рік працювало понад 6,300 співробітників.
Німеччина є найважливішим зовнішньоторговельним партнером Угорщини, як покупцем, так і постачальником. Німеччина є однією з країн, з якими Угорщина має позитивне сальдо торгового балансу.
З березня 1992 року до 1998 року у м. Сентготхард Opel виготовив 80,000 автомобілів Opel Astra і 4,000 автомобілів Opel Vectra. Сьогодні завод виробляє приблизно півмільйона двигунів та головок циліндрів на рік.
Audi в 1993 році побудувала найбільший у Європі завод з виробництва двигунів (третій за величиною в світі) у місті Дьєр, який став найбільшим експортером Угорщини, із загальними інвестиціями, які досягли понад 3,300 мільйонів євро до 2007 року. Робітники заводу Audi складають Audi TT FV Coupé, Audi TT FV Roadster, Audi A3 8V Limousine, Audi A3 8V Cabriolet та Audi Q3 F3 в Угорщині. Завод поставляє двигуни для таких автомобільних виробників, як Volkswagen, Škoda, Seat, а також Lamborghini.
З 2008 року Daimler-Benz інвестує 800 мільйонів євро (1,2 мільярда доларів) і створює до 2,500 робочих місць на новому складальному заводі у м. Кечкемет, здатному виробляти 100,000 компактних автомобілів Mercedes-Benz A-Class, Mercedes-Benz B-Class та Mercedes-Benz CLA-Class на рік.
31 липня 2018 року компанія BMW оголосила про будівництво автозаводу на 1 мільярд євро в Угорщині. Новий завод, який буде побудований в 2020 році поблизу міста Дебрецен приблизно в 230 кілометрах на схід від Будапешта, матиме виробничу потужність 150,000 автомобілів на рік.
BYD побудує свій перший європейський автомобільний завод у Сегеді, в Сегедському індустріальному парку, де будуть вироблятися електромобілі. Це буде шостий автомобільний завод в Угорщині.

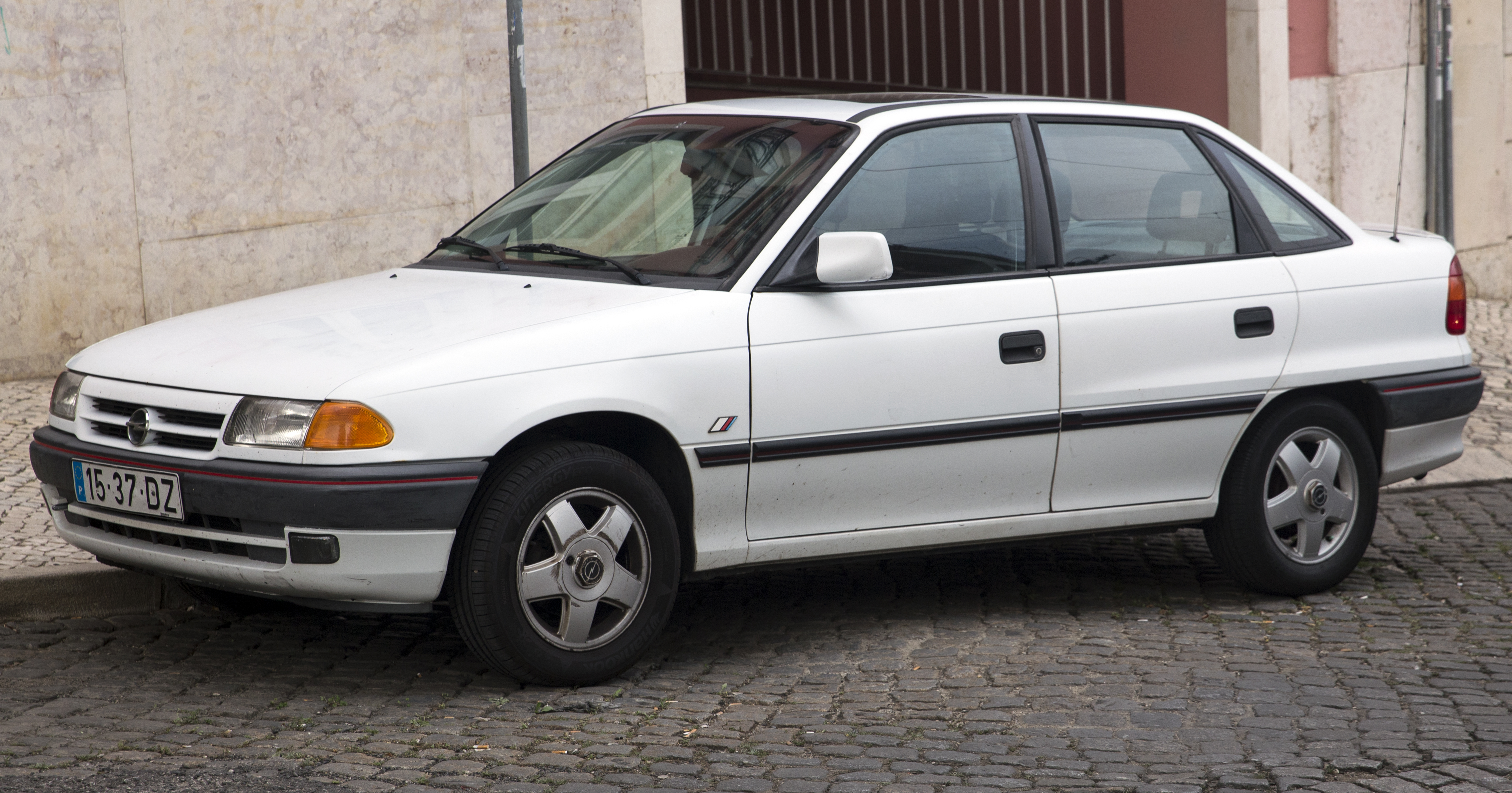
Opel Astra (1992–1998)
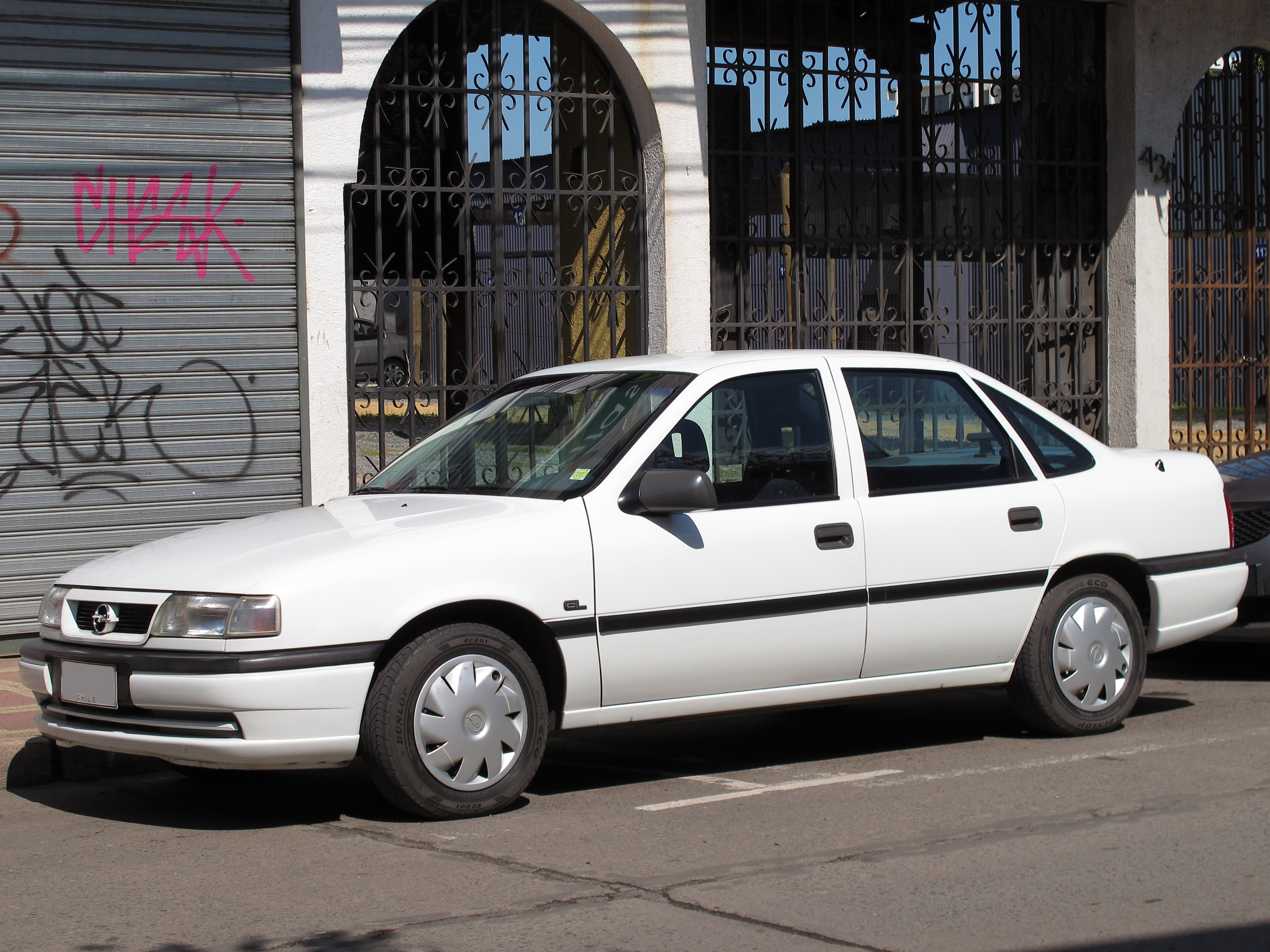
Opel Vectra (1992–1998)
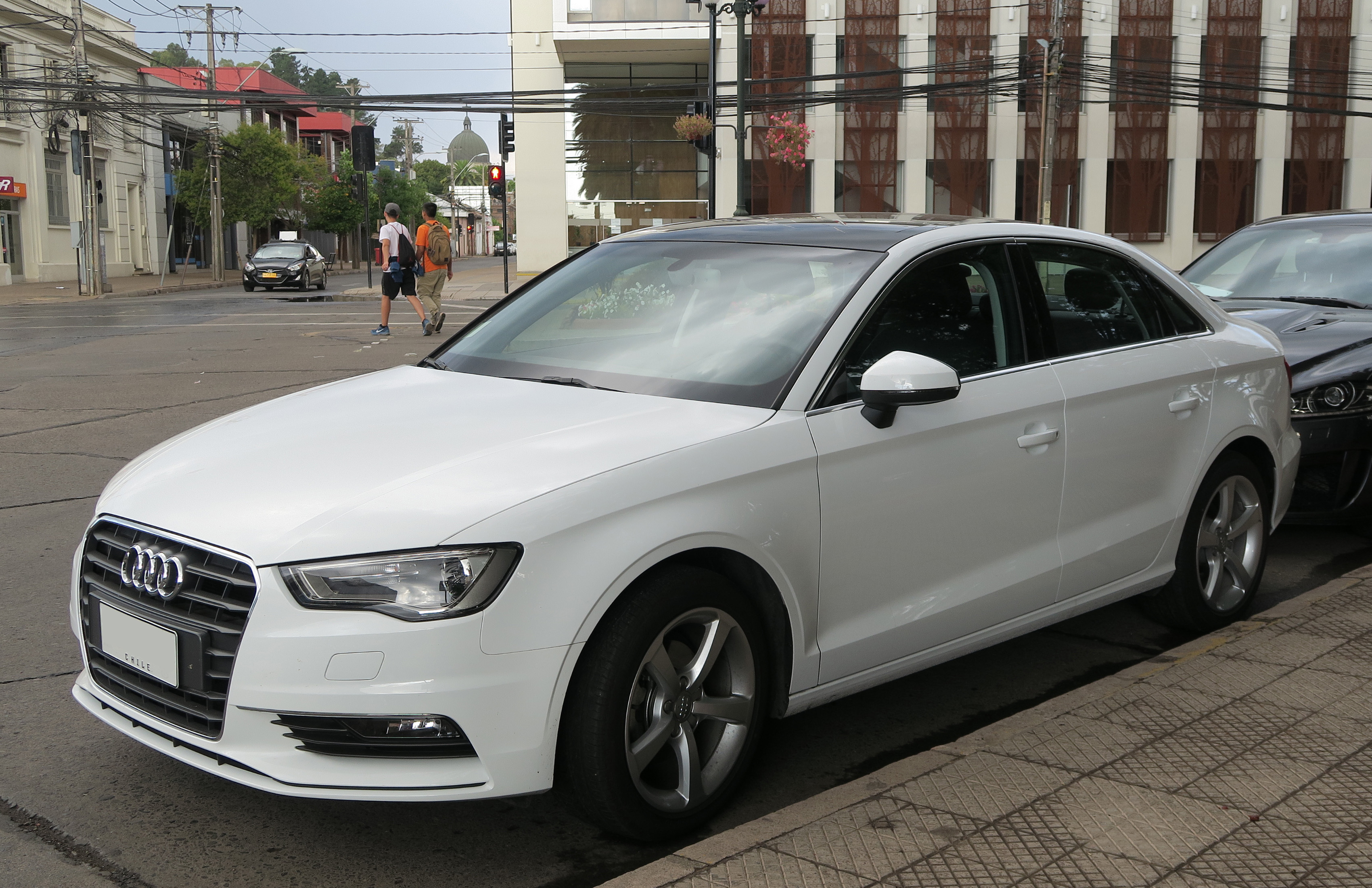
Audi A3 (2012–2020)
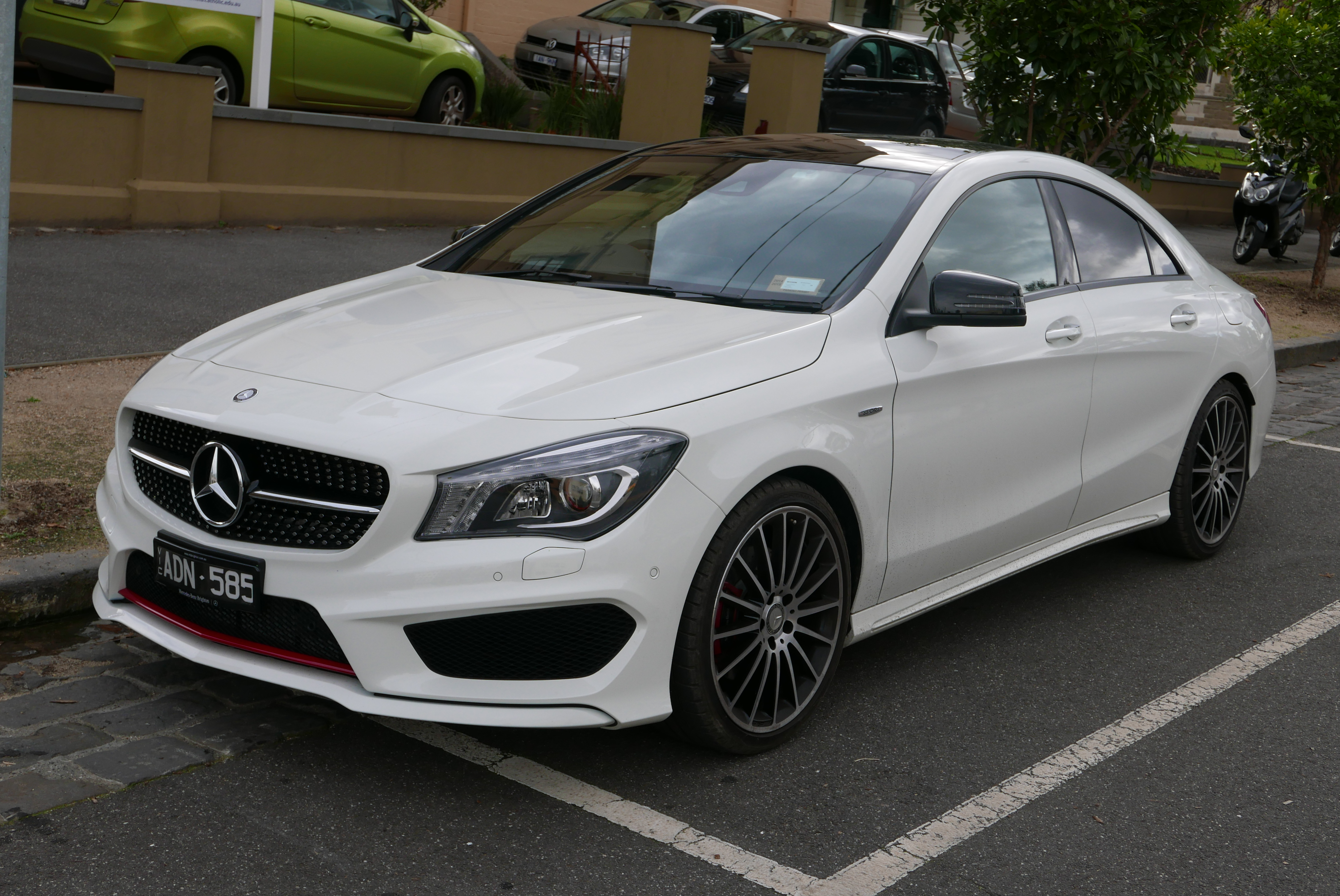
Mercedes-Benz CLA-Class (2013–2019)
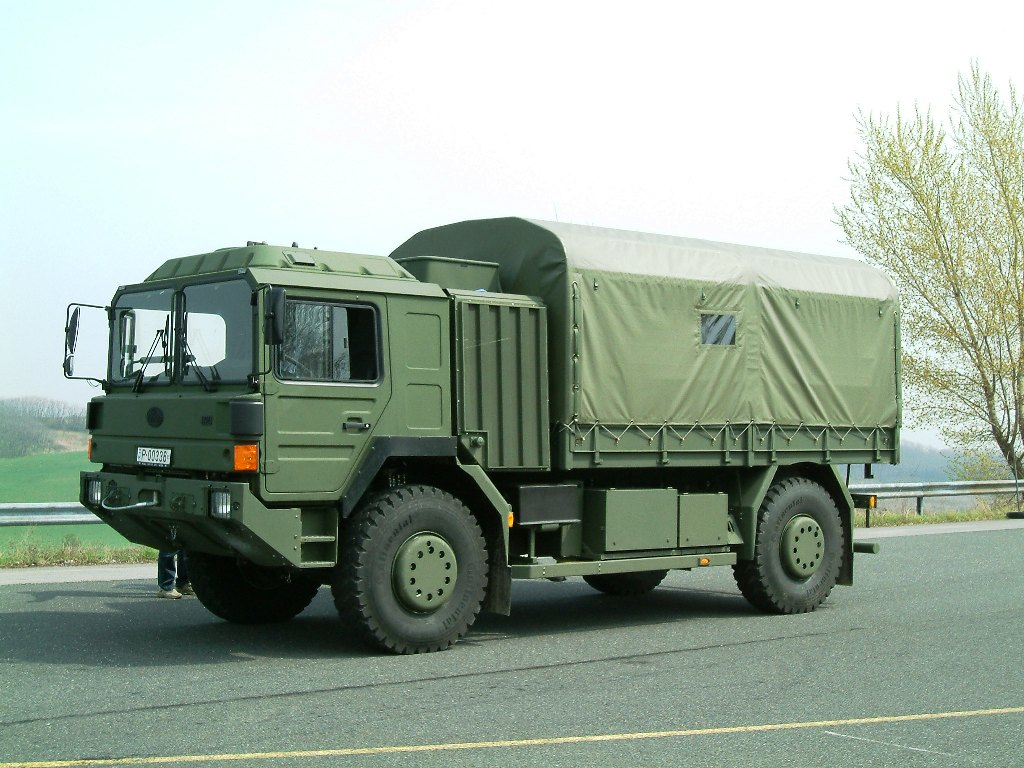
Rába H14 (2004–дотепер)
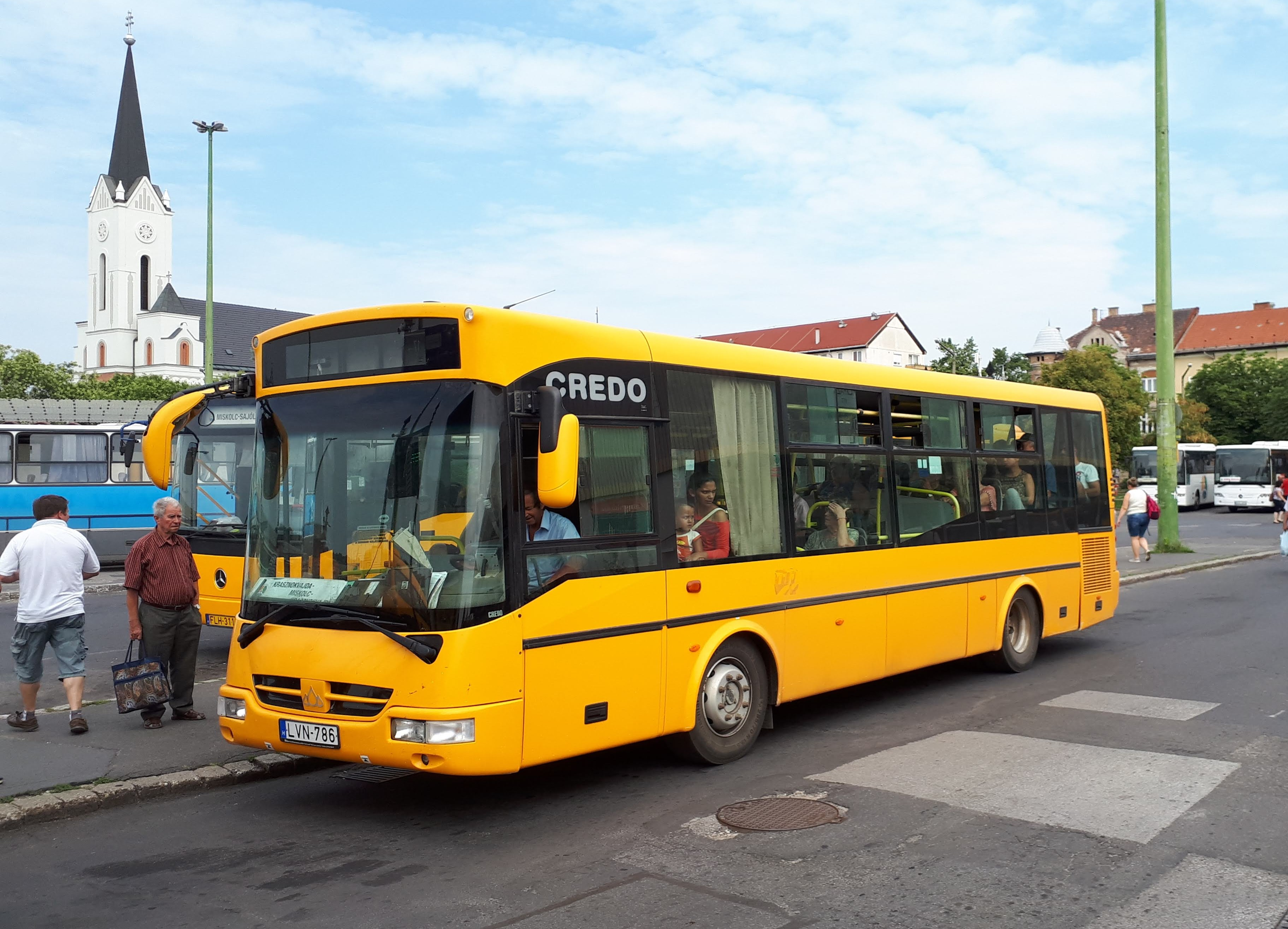
Credo EN 9,5 (2010–дотепер)

## Виробники
Діючі:
- Audi Hungaria Zrt.
- Alfabusz
- Csepel Holding
- Csepel Autógyár
- Credo
- Ikarus
- Magyar Suzuki[8]

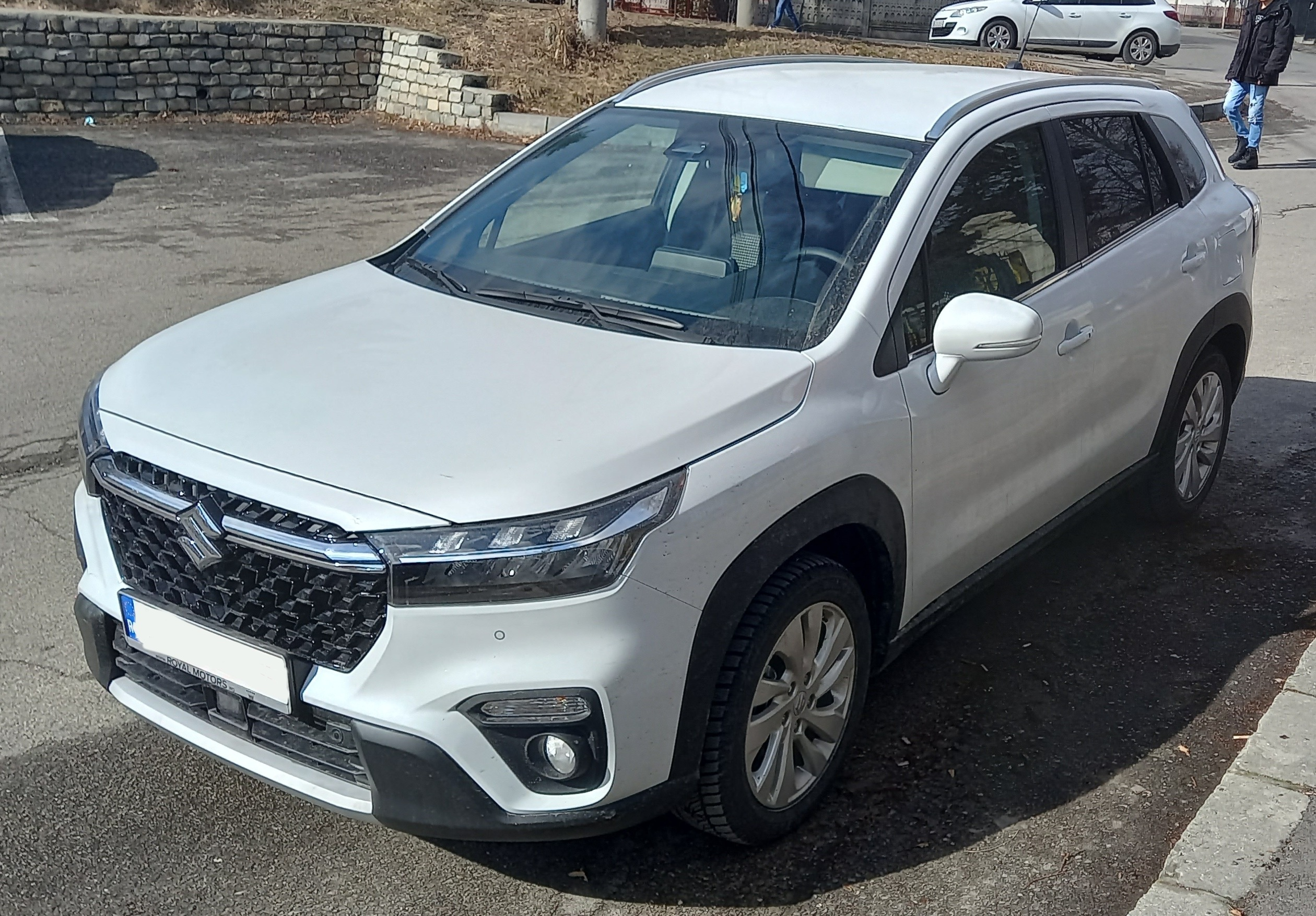
Suzuki SX4 (2021–дотепер)

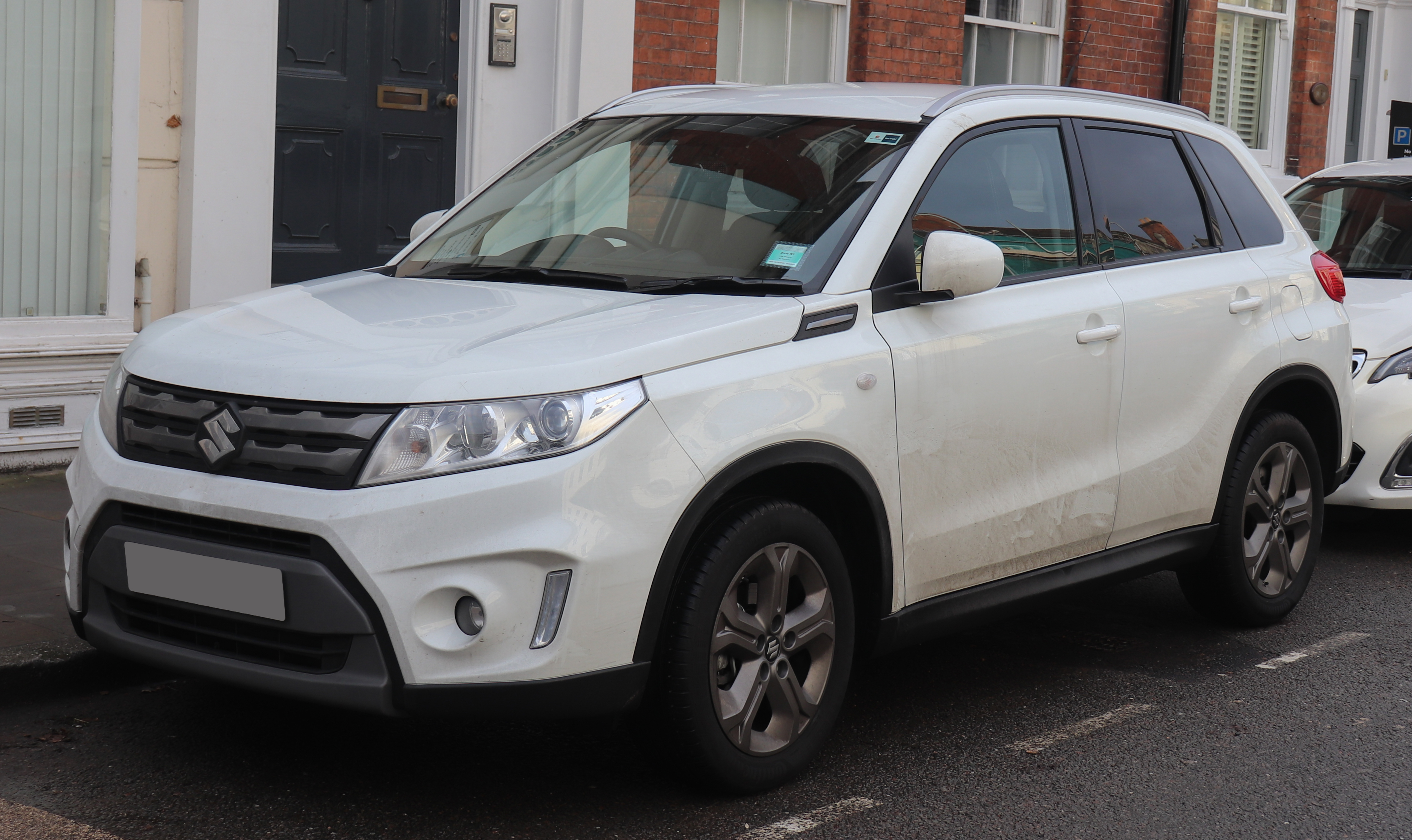
Suzuki Vitara (2015–дотепер)

- Mercedes-Benz Manufacturing Hungary
- Rába

Недіючі:
- Csonka
- Fejes
- Hódgép
- Magomobil
- MARTA

## Обсяг виробництва за роками
У 2023 році було вироблено 507,225 автомобілів, таким чином він став піковим для автомобільної промисловості в Угорщині.

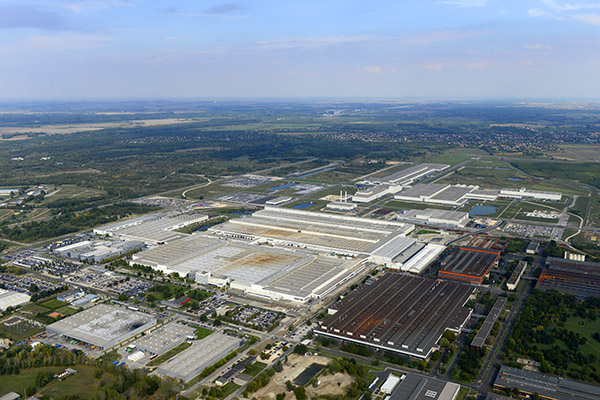
Завод Audi Hungaria

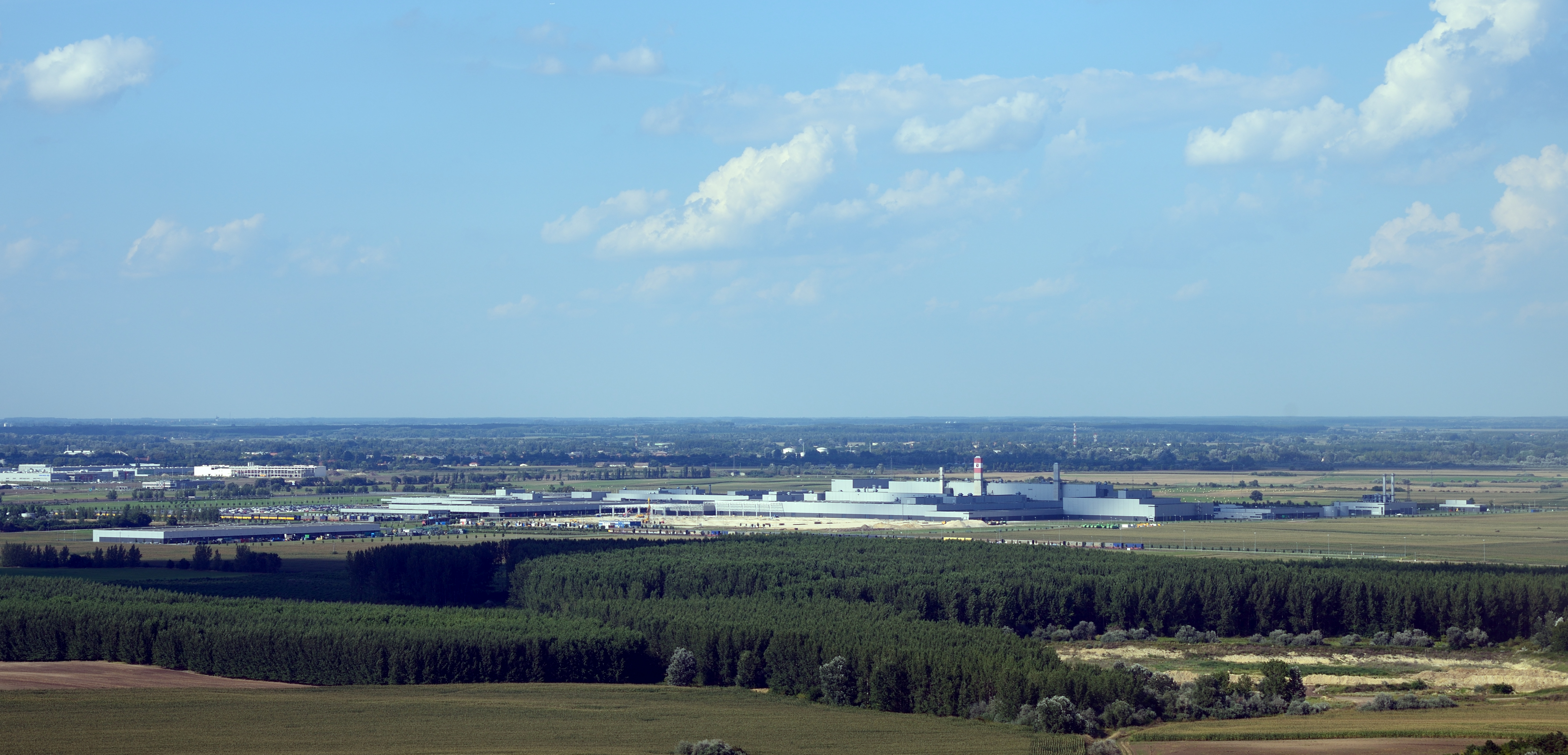
Mercedes-Benz Manufacturing Hungary

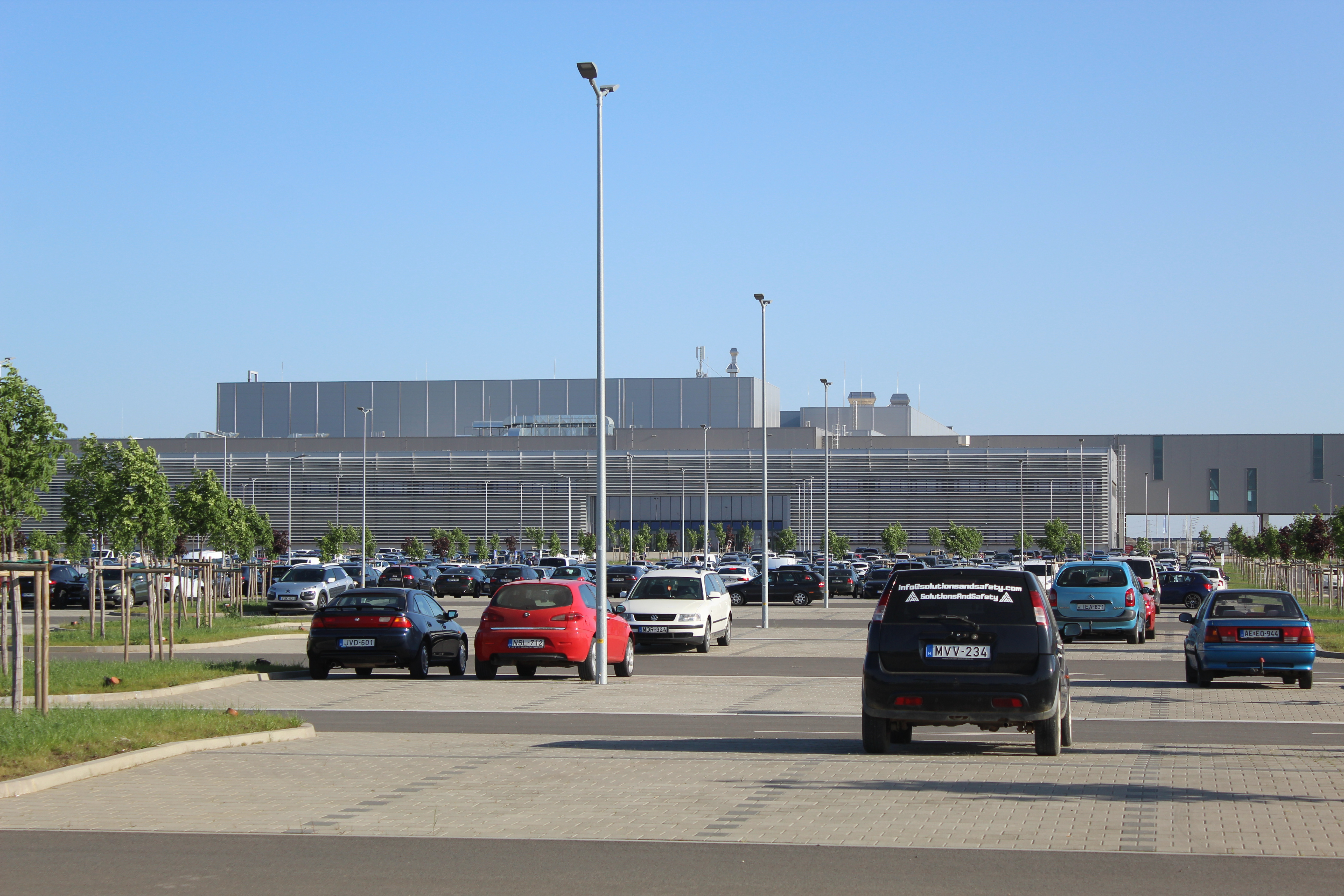
Завод BMW Debrecen

| Рік  | Обсяг виробництва |
| ---- | ----------------- |
| 1960 | 3,000             |
| 1995 | 53,000            |
| 2000 | 137,398           |
| 2005 | 152,015           |
| 2010 | 211,461           |
| 2011 | 202,800           |
| 2012 | 217,840           |
| 2013 | 222,400           |
| 2014 | 437,599           |
| 2015 | 495,370           |
| 2016 | 472,000           |
| 2017 | 505,400           |
| 2018 | 430,988           |
| 2019 | 498,158           |
| 2020 | 406,497           |
| 2021 | 394,302           |
| 2022 | 441,729           |
| 2023 | 507,225           |